# Mario Grech
Mario Grech, född 20 februari 1957 i Il-Qala, är en maltesisk kardinal i Romersk-katolska kyrkan.
Grech upphöjdes till kardinal 2020 av påve Franciskus. Samma år utsågs han till generalsekreterare för biskopssynoden.